# Maskot

Tučňák Tux, maskot Linuxu.

Maskot je obvykle konkrétní stylizovaná postava, většinou zvířecí, může se jednat také o člověka nebo personifikovanou věc, která reprezentuje skupinu osob se stejnými zájmy, například sportovní klub, nebo hnutí. Jedná se především o marketingový nástroj – maskot je tzv. komunikátor, který má zprostředkovat méně formální formou kontakt mezi nějakým subjektem a jeho zákazníky (fanoušky).

## Příklady
Například každé olympijské hry používají maskoty, zvířecí, sněhovou vločku či jiné. Jedním z nejznámějších a nejstarších maskotů je pneumatikový mužík „Bibendum“ firmy Michelin (autor O'Galop, 1898). Maskot Linuxu se jmenuje tučňák Tux.
Maskot systémů BSD, FreeBSD, NetBSD (a v minulosti i OpenBSD) je malý čertík BSD Daemon. Současným maskotem operačního systému OpenBSD je ryba Puffy (zoologický druh ježík).
Komerčně nejznámější je maskot Phillie Phanatic týmu Philadelphia Phillies z MLB, který je v Síni slávy maskotů v USA. Časopis Forbes magazine ho vyhlásil jako nejlepšího sportovního maskota všech dob. Dokonce si zahrál i ve filmech.